# Massacre de Sinasa
O massacre de Sinasa foi um envenenamento e esfaqueamento em massa perpetrado pelo líder religioso Mangayanon Butaog em 9 de setembro de 1985 em Sinasa, um vilarejo na cidade de Davao, Filipinas. Um total de 68 pessoas morreram, incluindo Butaog; 64 por ingestão de mingau envenenado e quatro por facadas. Cinco pessoas sobreviveram cuspindo o mingau e fingindo estar mortas. Butaog decidiu cometer o massacre após não conseguir transformar folhas secas de uma árvore em dinheiro, levando alguns de seus seguidores a perderem a fé nele.

## Contexto
Sinasa era um vilarejo em uma área remota e montanhosa da cidade de Davao, a cerca de 40 quilômetros do centro da cidade. Os habitantes do vilarejo – homens, mulheres e crianças – faziam parte da tribo Ata. Estima-se que 200 homens da tribo Ata viviam nas aldeias montanhosas perto de Davao em 1985. Seu estilo de vida consistia tipicamente em caçar animais com arco e flecha, cultivar raízes e usar tangas.
O líder da aldeia era Mangayanon Butaog, um sacerdote e xamã tribal. Certa vez, Butaog cortou uma árvore, prometendo a seus seguidores que suas folhas secas se transformariam em dinheiro, que eles poderiam usar para fazer transações. Após o fracasso dessa tentativa, muitos de seus seguidores começaram a questionar seus autoproclamados poderes. Pouco tempo depois, ele embarcou em uma expedição ao topo da montanha mais próxima. Ao retornar à aldeia, Butaog disse que se encontrou com o mais elevado dos deuses ao atingir o pico da montanha.

## Massacre
Em 9 de setembro de 1985, Butaog preparou um mingau misturado com inseticida. Ele disse a seus seguidores que, após comerem a refeição, dormiriam e acordariam como deuses. Cinco pessoas sobreviveram cuspindo mingau quando Butaog não estava olhando e, mais tarde, fingiram estar mortas em suas casas. De acordo com os sobreviventes, nem todos os moradores sabiam que suas refeições estavam envenenadas. Depois que todos terminaram de comer, voltaram para suas casas e foram para a cama, morrendo durante o sono. Quando a esposa e os dois filhos de Butaog se recusaram a comer o mingau, ele os assassinou com um facão antes de se esfaquear fatalmente no abdômen.

## Consequências
Após os sobreviventes do massacre alertarem as autoridades locais, nove pessoas, incluindo um oficial e membros da milícia, caminharam até o vilarejo em 16 de setembro de 1985. Ao chegarem a 275 metros do local, pararam devido ao odor. Três milicianos avançaram, contaram os cadáveres às pressas e partiram. Uma busca mais completa foi realizada posteriormente pelos soldados. Os corpos foram encontrados em um alojamento e quatro cabanas adjacentes a um riacho. Quando foram descobertos, já haviam sido parcialmente devorados por animais selvagens.
O massacre tem sido frequentemente comparado ao massacre de Jonestown, um incidente em que 909 pessoas morreram após serem forçadas a ingerir veneno na Guiana por seu líder, Jim Jones.

## Nota
- Este artigo foi inicialmente traduzido, total ou parcialmente, do artigo da Wikipédia em inglês cujo título é «Sinasa massacre».